# Metropolia Cincinnati

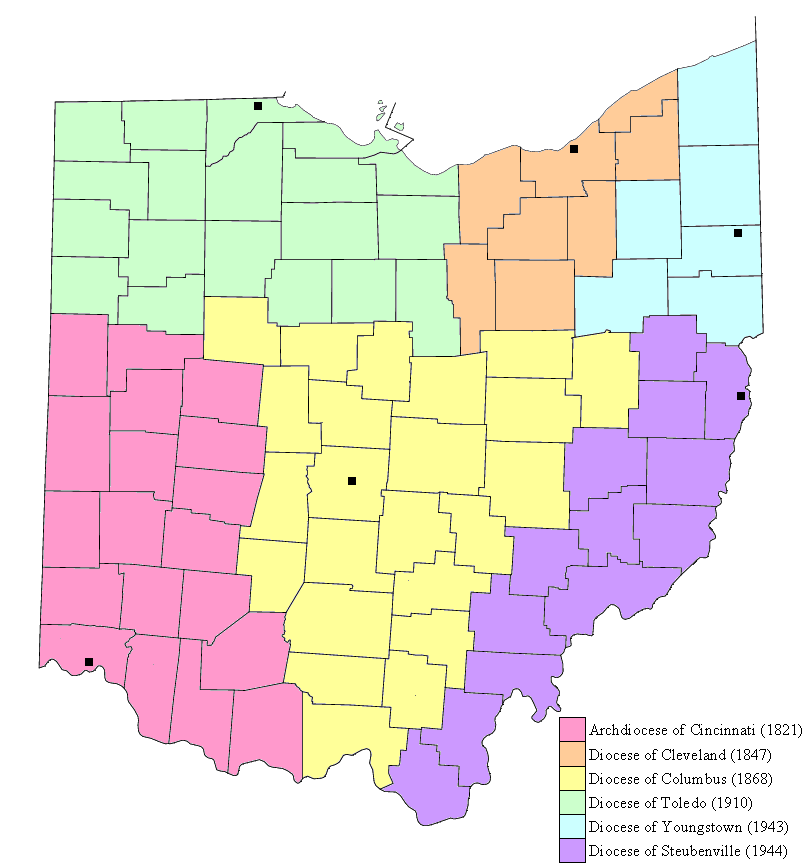
Metropolia Cincinnati

Metropolia Cincinnati – metropolia Kościoła rzymskokatolickiego obejmująca w całości stan Ohio w Stanach Zjednoczonych.
Katedrą metropolitarną jest Katedra św. Piotra Uwięzionego w Cincinnati.

## Podział administracyjny
Metropolia jest częścią regionu VI (OH, MI)
- Archidiecezja Cincinnati
- Diecezja Cleveland
- Diecezja Columbus
- Diecezja Steubenville
- Diecezja Toledo
- Diecezja Youngstown

## Metropolici
- John Baptist Purcell (1833–1883)
- William Henry Elder (1883–1903)
- John Timothy McNicholas O.P. (1925–1950)
- Karl Joseph Alter (1950–1969)
- Paul Francis Leibold (1969–1972)
- Kardynał Joseph Bernardin (1972–1982)
- Daniel Pilarczyk (1982–2009)
- Dennis Schnurr (2009–2025)
- Robert Casey (od 2025)